# Xã Dows, Quận Cass, Bắc Dakota
Xã Dows (tiếng Anh: Dows Township) là một xã thuộc quận Cass, tiểu bang Bắc Dakota, Hoa Kỳ. Năm 2010, dân số của xã này là 43 người.